# Muzeum Społeczne PTTK w Przeworsku
Muzeum Społeczne PTTK w Przeworsku - znajdujące się w kamienicy Pieniążków w Przeworsku.
Założone zostało 19 marca 2009, zaś oficjalne otwarcie miało miejsce 8 grudnia 2012.
Głównymi inicjatorami powstania placówki byli Piotr Uksik, prezes Zarządu Oddziału PTTK w Przeworsku oraz Władysław Dziedzic, wiceprezes Zarządu Oddziału PTTK w Przeworsku i prezes Towarzystwa Miłośników Miasta Przeworska i Regionu.
Ekspozycja pt. Przeworsk - Dzieje i Ludzie zajmuje pierwszą kondygnację kamienicy o łącznej powierzchni 160 m². W 6 salach zgromadzone są:
- kolekcja odznak turystyki kwalifikowanej PTTK i medali książąt i królów,
- eksponaty związane z historią Oddziału PTTK w Przeworsku,
- zbiory dotyczące miasta Przeworska i okolicznych wsi,
- portrety olejne działaczy, turystyczno – krajoznawczych i ich biogramy, portrety olejne książąt, naczelników, burmistrzów, wójtów, starostów i ich biogramy.

Zbiory muzeum pochodzą z kolekcji osób związanych z przeworskim Oddziałem PTTK. 